# Rapisma barnardi
Rapisma barnardi là một loài côn trùng trong họ Rapismatidae thuộc bộ Neuroptera. Loài này được New miêu tả năm 1985.